# サイレント・ジェネレーション
サイレント・ジェネレーション（Silent Generation）は、1927年から1945年に生まれた世代を指す名称である。この世代は、主にアメリカ合衆国を中心に語られる概念であり、第二次世界大戦後のベビーブーマーの前の世代にあたる。

## 概要
サイレント・ジェネレーションは、世界恐慌（1929年）の最中に生まれた世代であり、幼少期に第二次世界大戦を経験し、冷戦の勃発を目の当たりにしている。このため、安定を重視し、コミュニティへの帰属意識が強い傾向があるとされる。
この世代は、公民権運動や朝鮮戦争、ベトナム戦争が本格化する前の時代を生きたため、伝統的な価値観を重んじ、社会規範や権威に従順な態度を取ることが多いとされる 。

## 特徴
サイレント・ジェネレーションの特徴として、以下の点が挙げられる：
- コミュニティへの強い帰属意識
- 社会規範や規則への服従
- 伝統的価値観の尊重
- 忠誠心の高さ
- 安定志向
- 社会的・政治的活動への関与が比較的控えめ[1]

## 歴史的背景
この世代の人々は、幼少期に世界恐慌と第二次世界大戦を経験し、戦後の社会変革を目の当たりにしてきた。戦後の復興期には労働市場に参入し、工業化や経済成長を支える役割を果たした。多くの人々が会社勤めをし、終身雇用の文化の中で働いた世代でもある。
政治的には、サイレント・ジェネレーションは一般的に保守的な傾向が強く、急進的な変革よりも安定を好む傾向があるとされる。ただし、一部の人々は1960年代の公民権運動やフェミニズム運動にも関与した。

## 影響
サイレント・ジェネレーションは、社会的・文化的に大きな影響を与えており、多くの著名な政治家や芸術家を輩出している。例えば、ジョー・バイデン（1942年生まれ）、バーニー・サンダース（1941年生まれ）、マーティン・スコセッシ（1942年生まれ）などがこの世代に該当する。